# Gustavo Adolfo Espina Salguero
Gustavo Adolfo Espina Salguero (Santa Catarina Mita, 26 de novembro de 1946 – 23 de outubro de 2024) foi Presidente da Guatemala de 1 a 5 de agosto de 1993.

## Vida e carreira
Espina Salguero nasceu em Horcones, Jutiapa, Guatemala, em 26 de novembro de 1946.
Serrano tentou um autogolpe em 25 de maio de 1993, mas foi forçado a fugir para o exílio em 1º de junho.  Espina se proclamou presidente interino, mas nunca foi reconhecido. Ele passou os anos seguintes no exílio e, em 1997, voltou voluntariamente para ser julgado por seu envolvimento no golpe. Ele foi condenado por violar a constituição, mas sua sentença foi comutada para uma pequena multa.

Espina Salguero morreu em 23 de outubro de 2024, aos 77 anos.